# ماركوس فيسون
ماركوس فيسون (بالإنجليزية: Marcus Faison)‏ مواليد 18 فبراير 1978 في فاييتفيل، هو لاعب كرة سلة أمريكي. بدأ مسيرته الاحترافية في سنة 2000. يبلغ طوله 6 قدم 5 بوصة (2.0 م).

## المسيرة الاحترافية
لعب مع سبيرو شارلوروا من سنة 2002 إلى 2006، ثم لعب مع بالونكيستو مالقا في الدوري الإسباني في موسم 2006–2007، ثم لعب مع بشكتاش لكرة السلة في الدوري التركي في سنة 2008، ثم لعب مع منورقة لكرة السلة في الدوري الإسباني في سنة 2009، ثم لعب مع نادي دنيبرو لكرة السلة في سنة 2010.

## روابط خارجية
- ماركوس فيسون على موقع الاتحاد الدولي لكرة السلة (الإنجليزية)
- ماركوس فيسون على موقع الدوري الأوروبي لكرة السلة (الإنجليزية)
- ماركوس فيسون على موقع الدوري الإسباني لكرة السلة (الإسبانية)
- ماركوس فيسون على موقع كرة السلة الأوروبية.كوم (الإنجليزية)
- ماركوس فيسون على موقع كلية كرة السلة في سبورتس رفرنس.كوم (الإنجليزية)
- ماركوس فيسون على موقع ريلجم (الإنجليزية)
- ماركوس فيسون على موقع بروبوليرز (الإنجليزية)
- ماركوس فيسون على موقع سبورتس رفرنس (الإنجليزية)